# Bondeni (Hai)
Bondeni ist ein Verwaltungsbezirk (Ward) des Distrikts Hai in der tansanischen Region Kilimandscharo.

## Geografie
Bondeni liegt im Nordosten von Tansania, westlich der Regionshauptstadt Moshi und südlich der Nationalstraße T2 von Moshi nach Arusha.
Der Bezirk grenzt im Norden an Bomang'ombe, im Osten an Masama Kusini und Weruweru, im Südosten an Masama Rundugai, im Südwesten an KIA und im Westen an Muungano. Bei der Volkszählung 2022 lebten 16.182 Menschen in 4338 Haushalten auf einer Fläche von 25,8 Quadratkilometern.

## Gliederung
Der Bezirk besteht aus sechs Orten (Kitongoji):
- Kingereka A
- Kingereka B
- Magadini
- Kambi ya Nyuki
- Lerai
- Kilimambogo

## Wirtschaft und Infrastruktur
- Bildung: Im Bezirk liegen zwei weiterführende Schulen.[6]
- Gesundheit: Im Ort Magadini befindet sich eine private Apotheke.[7]